# 張有興
張有興，CBE，JP（1922年8月6日—2022年1月4日），香港歷來任期第二長民選議員，第一位華人市政局主席，曾任立法局議員、國際獅子總會港澳303區總監、香港公民協會主席等公職。

## 生平
張有興早年就讀圭亞那中央中學（Central High School, Guyana），畢業於喇沙書院，於1945年底創辦張連貿易(香港)有限公司，任總經理。開業初期主要從事鋼筆、文具等雜貨的入口生意，其後業務逐步擴展至瑞士手錶，成為多隻瑞士名錶的遠東獨家入口分銷商。後來業務涉及家具、燈飾、禮品、聖誕裝飾、玩具等等。公司於1946年以張連貿易公司的名義加入香港總商會。張有興曾擔任香港手錶入口商會主席多年，現為香港表廠商會永遠名譽會長。
張有興可說是第二次世界大戰後香港第一代民主派，於1954年成立香港公民協會。他自1957年4月1日起加入市政局，任副主席，後來成為第一位香港華人市政局主席(1981年-1986年)。當時市政局民選議員經常為民請命，他曾促請政府提供免費小學教育。他在1964年11月20日成為太平紳士，1973年至1979年獲委任為立法局議員，並在1985年至1988年與香港公民協會黨友李汝大成為立法局民選議員。張有興擔任過不同公職。在任香港藝術發展局主席，支持第一屆香港國際電影節終於順利在1977年舉行。
2022年1月4日，張有興於其寓所中安詳辭世，享嵩壽100歲。

## 家庭
張有興曾有兩段婚姻，元配為周寶靈，與其育有兩子兩女，包括時裝設計師張天愛。
在周寶靈1979年逝世後，張有興於三年後結識續配顏婉玉，並於1987年12月成婚。